# الرهوة (المفلحي)

تعديل مصدري - تعديل

الرهوة هي إحدى قرى عزلة المفلحي بمديرية المفلحي التابعة لمحافظة لحج، بلغ تعداد سكانها 478 نسمة حسب تعداد اليمن لعام 2004.